# Університет штату Канзас
Університет штату Канзас (англ. Kansas State University, K-State) — державний університет у Мангеттені, штат Канзас. Разом з Університетом Канзасу — найбільший університет у штаті Канзас.
Університет має, на додаток до кампусу у Мангеттені, також кампус у Саліні, штат Канзас, де доступний технологічний і авіаційний коледж. Університет штату Канзас є дослідницьким університетом, аспіранти беруть участь у науково-дослідній галузі біоенергетики, здоров'я тварин, науки рослин та безпеки харчових продуктів.
Він був заснований у 1863 році, під час американської Громадянської війни, що робить його найстаршим у Канзасі.
Університет штату Канзас займає 153-е місце серед найкращих університетів Америки за версією Forbes.

## Спорт

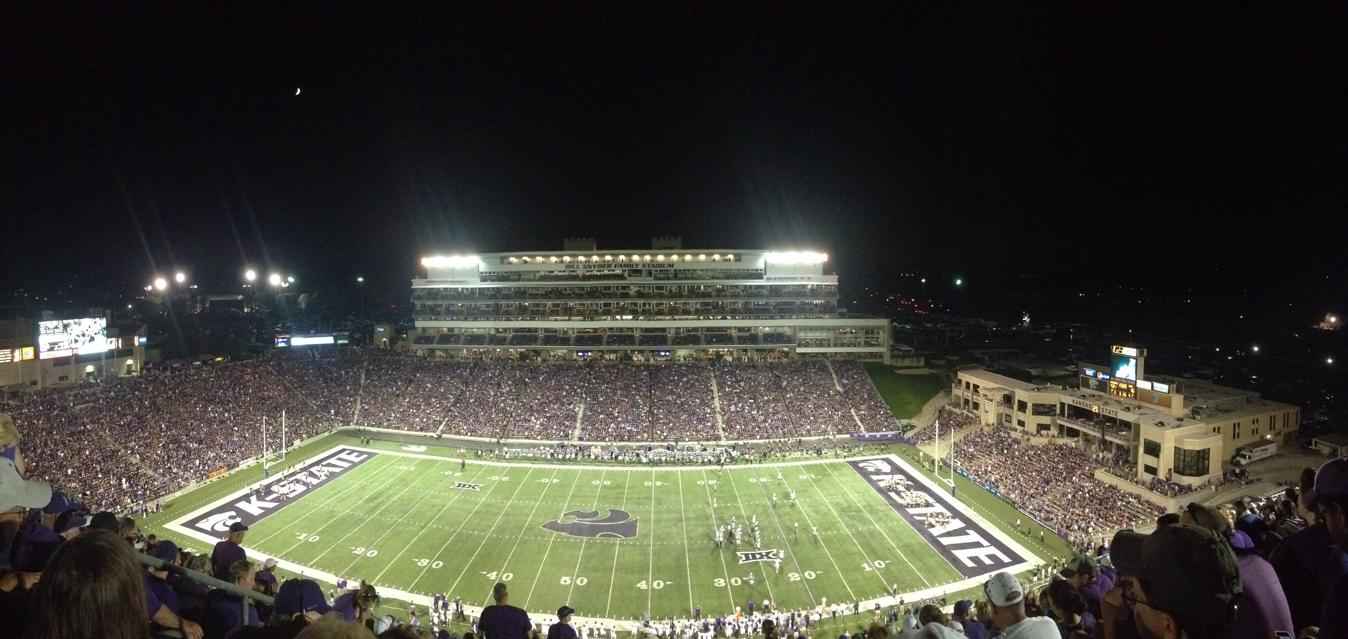
Стадіон університету
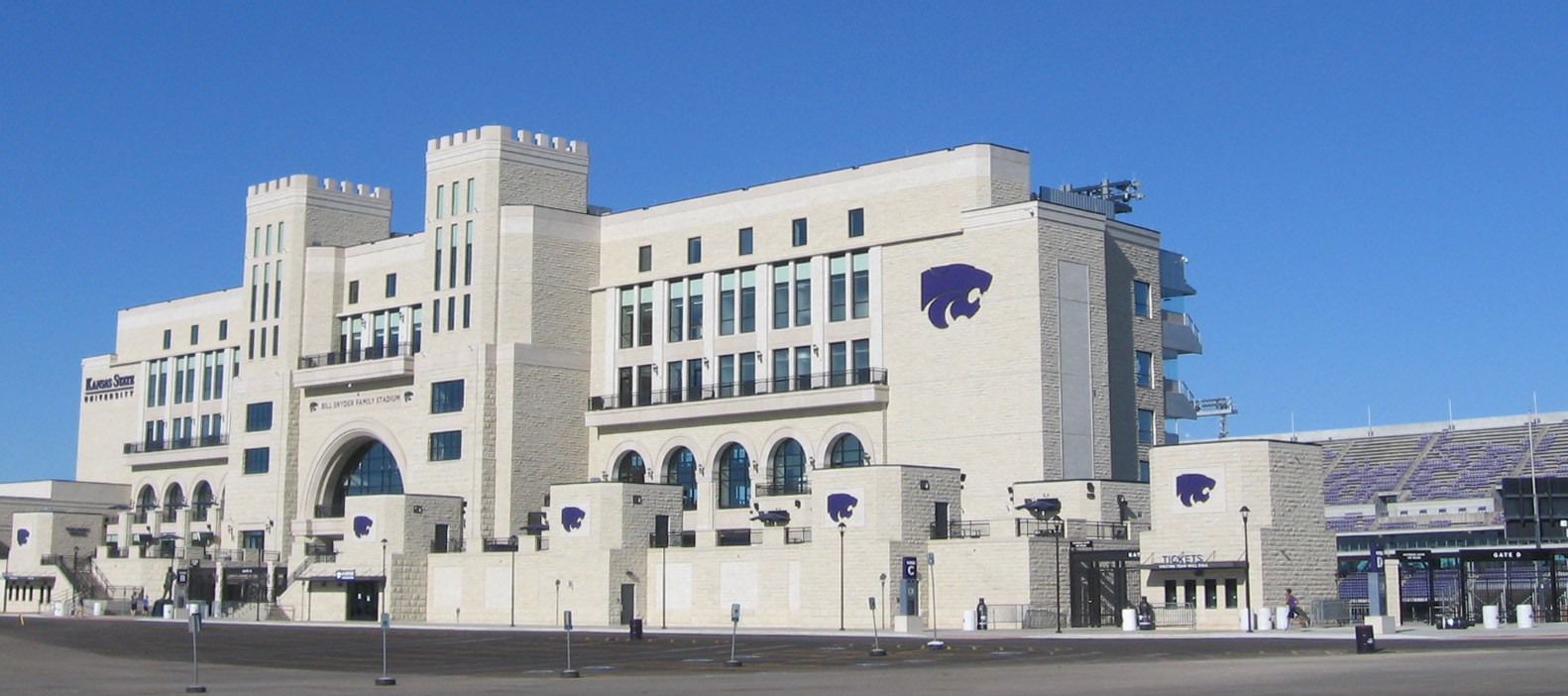

Університет має успішну команду з американського футболу. Команди університету під назвою Wildcats грають в лігах NCAA Division I та Велика 12 конференція (Big 12 Conference). Команда грає свої домашні ігри на стадіоні Білла Снайдера, який тренував футбольну команду університету із 1989 по 2005 і потім знову із 2009 по 2018. Університет також є спонсором спорту, як баскетбол, бейсбол, гольф, волейбол.

## Відомі учні
- Джеррі Векслер — продюсер, введений до Залу слави рок-н-ролу
- Еморі С. Адамс — генерал армії (США)
- Джош Фрімен — захисник Тампа-Бей Баккенірс, НФЛ
- Кірсті Еллі — дворазова володарка премії «Еммі»
- Ллойд Карлтон Стірман — авіаконструктор